# Perissocytheridea murrellensis
Perissocytheridea murrellensis is een mosselkreeftjessoort uit de familie van de Cytherideidae. De wetenschappelijke naam van de soort is voor het eerst geldig gepubliceerd in 1995 door Whatley, Toy, Moguilevsky & Coxill.